# 1855年のスポーツ
- 年度別スポーツ記事一覧

## 競馬

### イギリス
クラシック
- 2000ギニー - ロードオブザアイルズ
- 1000ギニー - ハベナ
- エプソムダービー - ワイルドディレル
- エプソムオークス - マショーネス
- セントレジャーステークス - ソースボックス

その他主要レース
- アスコットゴールドカップ - ファンダンゴ
- グランドナショナル - ワンダラー

### フランス
- ジョッケクルブ賞 - モナルク

## 陸上競技
- 7月2日（安政2年5月19日） - 安中藩が、6里10丁(24.5km)の長距離走、御遠足（おんとおあし）実施。

## 誕生
- 2月19日（安政2年1月3日） - 西ノ海嘉治郎 (初代)（鹿児島県、相撲、+1908年）
- 7月18日 - アクセル・パウルゼン（ノルウェー、スピードスケート、+1938年）